# Marcel Schröder (Politiker)

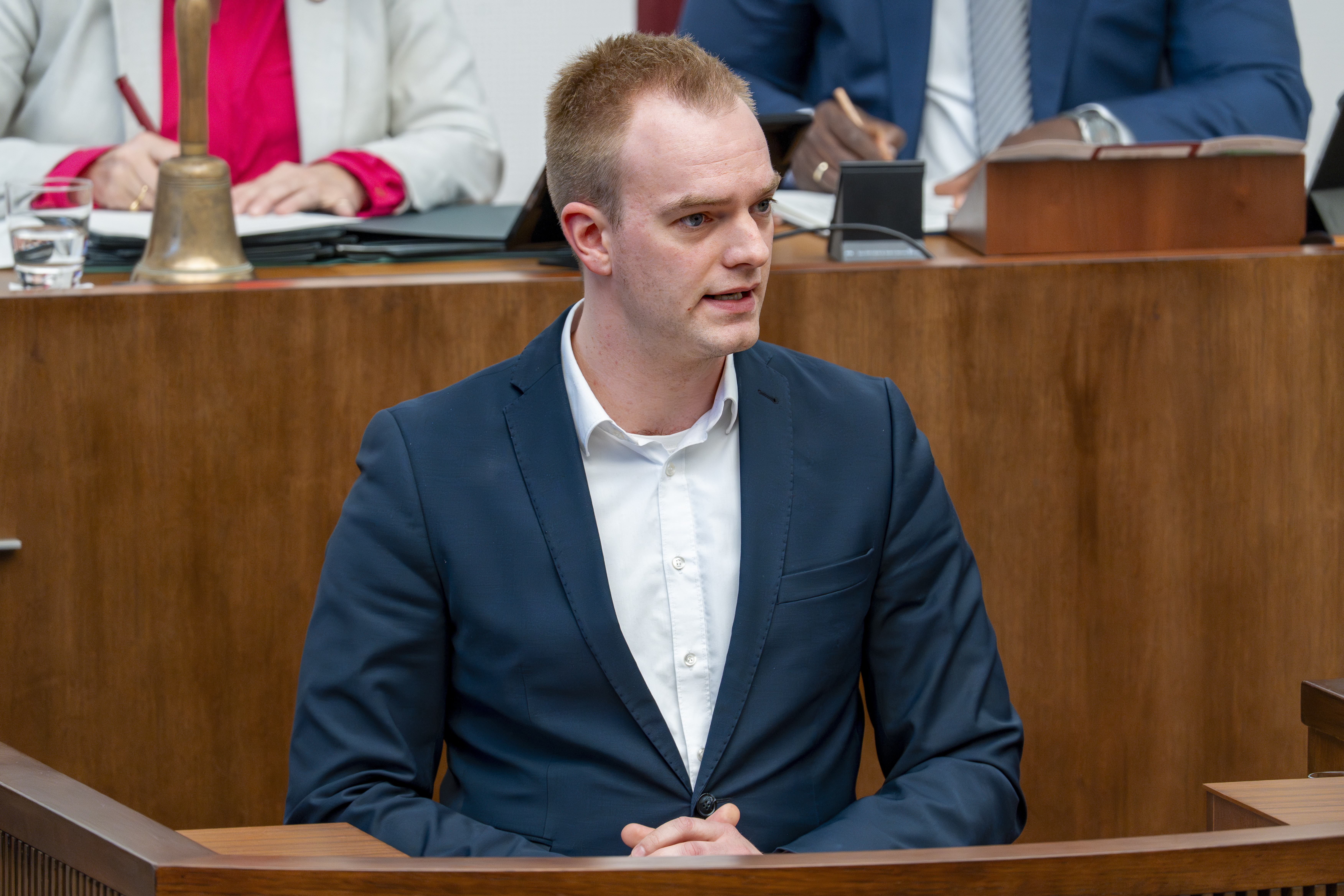
Marcel Schröder (2025)

Marcel Schröder (* 13. Juli 1995 in Wesel) ist ein Jurist und  Bremer Politiker (FDP) und seit 2023 Mitglied der Bremischen Bürgerschaft.

## Biografie

### Ausbildung und Beruf
Schröder, geboren in Nordrhein-Westfalen, machte 2013 sein Abitur an der Graf-Friedrich-Schule in Diepholz. Er studierte von 2013 bis 2018 Rechtswissenschaften der Universität Bremen und promovierte zum Dr. jur. bei Gralf-Peter Calliess. Er war 2019  Wissenschaftlicher Mitarbeiter bei Hogan Lovells LLP, Hamburg und dann bis März 2022 Wissenschaftlicher Mitarbeiter am Institut für Handelsrecht der Universität Bremen. 
Er wohnt in Bremen-Mitte.

### Politik
Schröder ist seit 2018 Mitglied der FDP Bremen. Er war seit 2019 Mitglied im Bremer Landesvorstand der Jungen Liberalen und seit 2020 deren Vorsitzender. Im Bremer Kreisverband Mitte-West der FDP amtiert er seit 2020 als Stellvertretender Vorsitzender und seit 2022 als Vorsitzender. Seit 2020 ist er Mitglieder im FDP-Bundesfachausschuss für Inneres und Recht.
Bei der Bürgerschaftswahl in Bremen 2023 erhielt er mit 783 Personenstimmen über den Listenplatz 2 der FDP  ein Abgeordnetenmandat in der Bremischen Bürgerschaft.

Er ist FDP-Fraktionssprecher für die Bereiche Inneres und Recht, für Wissenschaft, Medien, Datenschutz, Informationsfreiheit und Digitalisierung sowie für Klima und Umwelt. Er ist in der Bürgerschaft Mitglied der Deputationen für Inneres und für Klima und Umwelt sowie im Rechtsausschuss, Klimacontrollingausschuss und dem Ausschuss für Wissenschaft, Medien, Datenschutz, Informationsfreiheit und Digitalisierung.

### Weitere Mitgliedschaften
- Seit 2020 stellvertretendes Mitglied im Rundfunkrat Bremen.